# Gloydius blomhoffii
El Gloydius blomhoffii, conegut comunament com a mamushi, mocassí japonès, escurçó japonès, serp Qichun, salmusa o mamushi japonès, és una espècie d'escurçó verinós endèmic del Japó. Abans es considerava que tenia 4 subespècies, però ara es considera monotípic.
Aquesta espècie, el yamakagashi (Rhabdophis tigrinus) i el habu d'Okinawa (Protobothrops flavoviridis) són les serps més verinoses del Japó. Cada any, entre 2000 i 3000 persones al Japó són mossegats per un mamushi. Les víctimes mossegades solen requerir una setmana de tractament a l'hospital. Les picades greus requereixen cures intensives, i aproximadament 10 víctimes moren cada any.

## Descripció
La longitud mitjana dels individus madurs és de 45-81 cm; l'exemplar més llarg mai registrat tenia una longitud de 91 cm.
El patró corporal consisteix en un fons gris pàl·lid, marró vermellós o marró groc, superposat amb una sèrie de taques laterals de forma irregular. Aquestes taques estan vorejades de negre i sovint tenen centres més clars. El cap és marró fosc o negre, amb els costats beix o gris pàl·lid.

## Dieta
Normalment és un depredador que utilitza el seu camuflatge per amagar-se en la vegetació o a la fullaraca. Caça i menja principalment rosegadors, però també petits ocells, sargantanes i insectes. Sovint es troba a les terres de conreu i als voltants a causa de les poblacions de rosegadors associades.

## Geografia
Es troba al Japó. Segons Gloyd i Conant, no hi ha proves que recolzin les afirmacions que aquesta espècie es troba a les illes Ryukyu. La localitat tipus indicada és "Japó".